# Hemictenius badkhyzicus
Hemictenius badkhyzicus är en skalbaggsart som beskrevs av Nikolajev 2000. Hemictenius badkhyzicus ingår i släktet Hemictenius och familjen Melolonthidae. Inga underarter finns listade i Catalogue of Life.